# Мелвілл (родовище)
Ме́лвілл (Нафтоносні піски острова Мелвілл; англ. Melville Island oil sands) — друге після Атабаски унікальне родовище бітумінозних пісків у Канаді.
За запасами поклади бітумінозних пісків на арктичному острові Мелвілл наближаються до Атабаски (бл. 100 млрд м³). На 2002 р. вони ще недостатньо розвідані. Прогнозні запаси бітумінозних пісків родовища на острові Мелвілл оцінюють до 80 млрд т нафти). Бітумінозні піски залягають на глибинах 150—800 м, густина флюїдів 0.979–0.994 г/см³.